# 2658 Gingerich
Gingerich (asteróide 2658) é um asteróide da cintura principal, a 2,2214119 UA. Possui uma excentricidade de 0,2795196 e um período orbital de 1 977,46 dias (5,42 anos).
Gingerich tem uma velocidade orbital média de 16,96247745 km/s e uma inclinação de 9,43532º.
Este asteróide foi descoberto em 13 de Fevereiro de 1980 por Harvard Observatory.